# Emblemospora
Emblemospora — рід грибів родини Lasiosphaeriaceae. Назва вперше опублікована 1976 року.

## Класифікація
До роду Emblemospora відносять 2 види:
- Emblemospora ditrema
- Emblemospora monotrema